# Alexander Falzmann
Alexander Falzmann, auch Aleksander Falzmann (* 24. August 1887 in Łódź; † 4. Mai 1942 im KZ Dachau) war ein polnischer evangelischer Geistlicher und langjähriger Pfarrer von Zgierz.

## Leben
Alexander Falzmann war Sohn des vermögenden Łódźer Industriellen Alois Falzmann und seiner Gemahlin Emilia, geb. Groene. Er hatte 5 Geschwister aus der ersten Ehe des Vaters und 4 Geschwister aus der zweiten Ehe. Die Familie hatte deutsche Wurzeln, aber in der Familie wurde polnisch gesprochen. Falzmann besuchte das Łódźer Humanistische Gymnasium. Wegen des Schulstreiks im Jahre 1905, der das Ziel hatte, die verbotene polnische Sprache als Unterrichts- und Amtssprache zuzulassen, wurde die Schule von den russischen Behörden geschlossen und Falzmann begab sich nach Kiew, wo er bei seiner verheirateten älteren Schwester Janina Klikarowa wohnte und 1907 das Abitur ablegte. 1908 begann er an der Fakultät der Evangelischen Theologie der Universität Dorpat Theologie zu studieren und praktizierte gleichzeitig in den evangelischen Gemeinden rund um Dorpat. Dorpat war 1721 dem Russischen Zarenreich einverleibt worden. In dieser Stadt befand sich die einzige Ausbildungsstätte für evangelische Theologen im Russischen Zarenreich. Für die deutschen Studenten fanden die Vorlesungen in deutscher Sprache statt.
Am 1. September 1912 legte er seine letzten theologischen Prüfungen ab und wurde am ersten Adventsonntag dieses Jahres in der Łódźer Evangelischen Kirche zum Heiligen Johannes vom General-Superintendenten Juliusz Bursche ordiniert. Falzmann blieb in der Stadt Łódź, wo er eine Stelle als Vikar bekam und 1913 Lucja Seiler heiratete.
Im Jahre 1914 wurde Falzmann zum Pfarrer der nordostpolnischen Gemeinden Pułtusk und Mława gewählt. 1915 - die russischen Behörden betrachteten im 1. Weltkrieg die "Nichtrussen" als Gefahr - wurden die deutschstämmige Bürger ins Innere Russlands deportiert. Falzmann ging freiwillig nach Charkow, um dort die deportierten deutschen evangelischen Christen zu betreuen und kehrte erst 1918 in seine Heimat und zu seiner Pfarrei in Pułtusk zurück.
Das Ende des Ersten Weltkrieges, auch der Friedensvertrag von Versailles, brachte keinen Frieden für Europa. Die ehemaligen Großmächte Russland, Österreich-Ungarn und Deutschland hatten beträchtliche Gebietsverluste zu Gunsten der Staaten, die wiederentstanden, z. B. Polen, oder neu entstanden, z. B. Jugoslawien. Die Verlierer betrachteten die neuen Grenzen als ungerecht und als Schande. Nur Wenigen war bewusst, dass Zaren und Kaiser diese Großstaaten durch Eroberungskriege und Jahrhunderte blutiger Unterdrückung anderer Völker geschaffen hatten. Russland hatte versucht, die eroberten Völker zu russifiziern. Preußen/Deutschland hatte versucht, die Polen zu germanisieren. Viele Deutsche, viele Russen fanden sich - ohne ihr Dazutun - in einem anderen, in einem fremden Staat vor. In den neuen Staaten gab es Viele, die Grenzen beanspruchten, die ihr Land vor Jahrhunderten hatte, als ihr Land noch ein Großreich war. Das Alles führte zu vielen kleinen Kriegen, Aufständen und blutigen Auseinandersetzungen zwischen den einzelnen Volksgruppen. Hinzu kam, dass der neue polnische Staat die Orientierung der evangelischen Christen nach Deutschland und der orthodoxen Christen nach Russland unterbinden wollte und Hoheitsrechte über die Kirchen beanspruchte. Wortführer der Orientierung nach Deutschland war Paul Blau. Wortführer der Anerkennung des polnischen Staates war Juliusz Bursche. Zwischen beiden bestand tiefes Misstrauen.
Falzmann erlebte in Pułtusk beträchtliche Schwierigkeiten, denn die Gemeindemitglieder waren deutschsprachig und nationalistisch eingestellt, während Falzmann die Ausgleichspolitik Juliusz Bursches unterstützte, nicht wissend dass beide später das gleiche Schicksal teilen würden. Juliusz Bursche war bemüht, die evanglischen Christen aus den drei ehemaligen Teilungsgebieten in einer Kirche zu einen. Das war mit großen Schwierigkeiten verbunden, waren doch diese Christen weit über 100 Jahre Untertanen eines anderen Staates gewesen und demzufolge auch sehr unterschiedlich geprägt, hatten Verwandte und Freunde in Gebieten hinter den neuen Grenzen.
Im Jahre 1920 trat der bisherige Pfarrer der Stadt Zgierz, Karol Serini, zurück, um Professor der Evangelischen Theologie an der Universität Warschau zu werden. Falzmann wurde in demselben Jahre zum Pfarrer gewählt. Wieder stieß er auf ernsthafte Probleme, denn  auch hier war mit etwa 1500 von insgesamt 2300 Lutheranern der Stadt die Mehrheit der Gemeindeglieder deutschsprachig und wollte keinen polenfreundlichen Pfarrer haben, obwohl Falzmann beide Sprachen perfekt beherrschte, Gottesdienste in beiden Sprachen hielt und den Religions- und Konfirmandenunterricht für deutsche Kinder in deren Muttersprache durchführte.
Während der Kirchenverfassungs-Synode der Jahre 1922 bis 1923, als Falzmann die Funktion eines der vier Sekretäre hatte, verschärfte sich der Nationalitätenkonflikt noch mehr; es kam aber nicht zum Zerfall der Kirche in zwei Nationalkirchen. Falzmanns Ruf als Polenfreund wurde indessen unter den Deutschen befestigt. In den späteren 1920er Jahren entwickelte Falzmann eine rege soziale Tätigkeit in der Gemeinde: Zgierz wurde zum Zentrum der Evangelien-Studien für ganz Polen. Die Gemeinde unterhielt mit Altersheim, Waisenhaus und Krippe drei diakonische Einrichtungen. Zudem gab es einen Chor mit einem besoldeten Kantor. 1933 wurde Falzmann mit dem Goldenen Verdienstkreuz der Republik Polen für seine Aktivitäten für die polnische Sprache und Kultur geehrt.
Das Dekret des Präsidenten der Republik Polen vom 25. November 1936 über die Beziehungen des Polnischen Staates zur Evangelisch-Augsburgischen Kirche in Polen schaffte einen rechtlichen Rahmen für die Existenz und die Arbeit dieser Kirche. Sie wurde der römisch-katholischen Kirche weitgehend gleichgestellt. Das lief dem damaligen Selbstverständnis der römisch-katholischen Kirche zuwider. Die evangelisch-augsburgische Kirche erkannte ihrerseits ausdrücklich nicht eine ausländische politische oder geistliche Macht, sondern nur den polnischen Staat als ihr Gegenüber an. Dazu gehörte der Amtseid der Geistlichen auf den Polnischen Staat und die Anerkennung des Polnischen als Amtssprache. Das wiederum war für viele deutschsprachige, bzw. nach Deutschland orientierte evangelische Christen eine Erschwernis, gar eine Provokation. Zur rechtlichen Gleichstellung der lutherischen Kirche zu anderen Kirchen gehörte, dass der bisherige Generalsuperintendent Bursche Rang und Titel eines Bischofs bekam.
1937 waren acht polnische und sieben deutsche Synodaldelegierte aus der Reihe des Geistlichen zu wählen. Falzmann wurde einer von ihnen. Am 21. Juni 1938 wurde er zum Konsistorialrat ernannt. Zu seinem 50. Geburtstag und dem 25. Jubiläum der Arbeit als Seelsorger erschienen zahlreiche Vertreter der Gemeinde und der Stadt, auch Deutsche fehlte nicht.
Alles zerbrach am 3. September 1939: Während eines Luftangriffs der deutschen Luftwaffe auf Zgierz wurden die evangelische Kirche und das Pfarrhaus zerstört. Falzmann konnte aus den Trümmern liturgisches Gerät retten. Es ist überliefert, dass Falzmann das Ende seiner Kirche als Zeichen des Anfanges von seinem eigenen Ende interpretiert hat. Nach der Einnahme der Stadt durch deutsche Truppen wurde Falzmann zusammen mit einer Gruppe von Geiseln in der katholischen Katharinenkirche gefangengehalten, dann dank der Fürsprache evangelischer Deutscher entlassen. Falzmann war deutschstämmig, aber er weigerte sich - trotz körperlicher Misshandlungen - die Volksliste zu unterschreiben. Damit verweigerte er auch die Zusammenarbeit mit dem Okkupanten. Solch eine Verweigerung wurde als offene Kampfansage gewertet.
Am 28. September wurde Falzmann erneut verhaftet und zuerst im Gefängnis in Radogoszcz, heute Stadtteil von Łódź, inhaftiert und danach im Łódźer Gestapo-Gefängnis eingesperrt. Bei den Verhören wurde ihm vor allem die Zusammenarbeit mit Juliusz Bursche zur Last gelegt. Sein Sohn war zu dieser Zeit schon im Oflag (Lager für kriegsgefangene Offiziere). Im Juli 1940 wurde Alexander Falzmann über das Zuchthaus Zwickau ins KZ Dachau verbracht, danach ins KZ Oranienburg, dann wieder nach Dachau, das zum Sammellager für Geistliche aller Konfessionen wurde. Falzmann wurde hier zur Strafkompanie versetzt und musste sich jede Woche einem politischen Verhör unterziehen. Auch medizinischen Experimenten war er ausgesetzt.
Ende April 1942 wurde Alexander Falzmann von der Politischen Polizei wieder scharf verhört, gefoltert und dann halbtot auf die Straße hinausgeworfen. Katholische Priester in der danebenliegenden Baracke nahmen sich seiner an. Am 4. Mai war er noch zu krank, um zu arbeiten. Er wurde von der SS auf den Wagen, der die zu tötenden Häftlinge zur Gaskammer transportierte, geworfen. Wohl wissend, was ihn erwartete, starb er während der Fahrt an Herzversagen. Die Urne mit seiner Asche wurde der Familie nicht ausgehändigt.
Ein Mithäftling, auch aus Zgierz, Józef Paszkowski, der überlebte, berichtete eine Falzmann charakterisierende Begebenheit. Die Häftlinge, überwiegend Geistliche, organisierten Andachten. Nach den Andachten wurde der die Andacht leitende Geistliche oft schwer misshandelt. Eines Tages forderte ein gefürchteter Aufseher die Häftlinge zur Andacht auf. Niemand traute sich. Alexander Falzmann übernahm die Leitung der Andacht und betete mit lauter Stimme für die Familien zu Hause und für die Heimat. Die von allen gefürchtete Strafaktion blieb aus. Es war eine der wenigen friedlichen Andachten.
Pfarrer Dr. Gastpary hat im Archiv der Gestapo in Litzmannstadt/Łódź eine Liste der evangelischen Pfarrer gefunden. Beim Namen A. Falzmann gibt es die Notiz: "Darf auf keinen Falle wieder in die Freiheit". Das war das Todesurteil, das schon im November 1939 gefällt wurde.

## Ehrung/Erinnerung
Am 10. Todestag wurde 1952 auf dem evangelischen Friedhof in Zgierz in Anwesenheit des Bischofs Karol Kotula ein symbolisches Grab für Alexander Falzmann eingeweiht. Die Behörden verlangten die polnische Schreibweise des Familiennamens, also Aleksander Falzman. Am 3. September 1989, dem 50. Jahrestag der Bombardierung der Stadt und der Zerstörung der Kirche wurde in der neu erbauten evangelischen Kirche, ul. Spacerowa, eine Gedenktafel angebracht.
Das Gelände der 1939 zerstörten und später abgetragenen ev. Kirche ist heute eine Grünfläche. Eine große Schautafel erinnert an die Kirche, ihre Zerstörung und an Wirken und Tod von Alexander Falzmann.

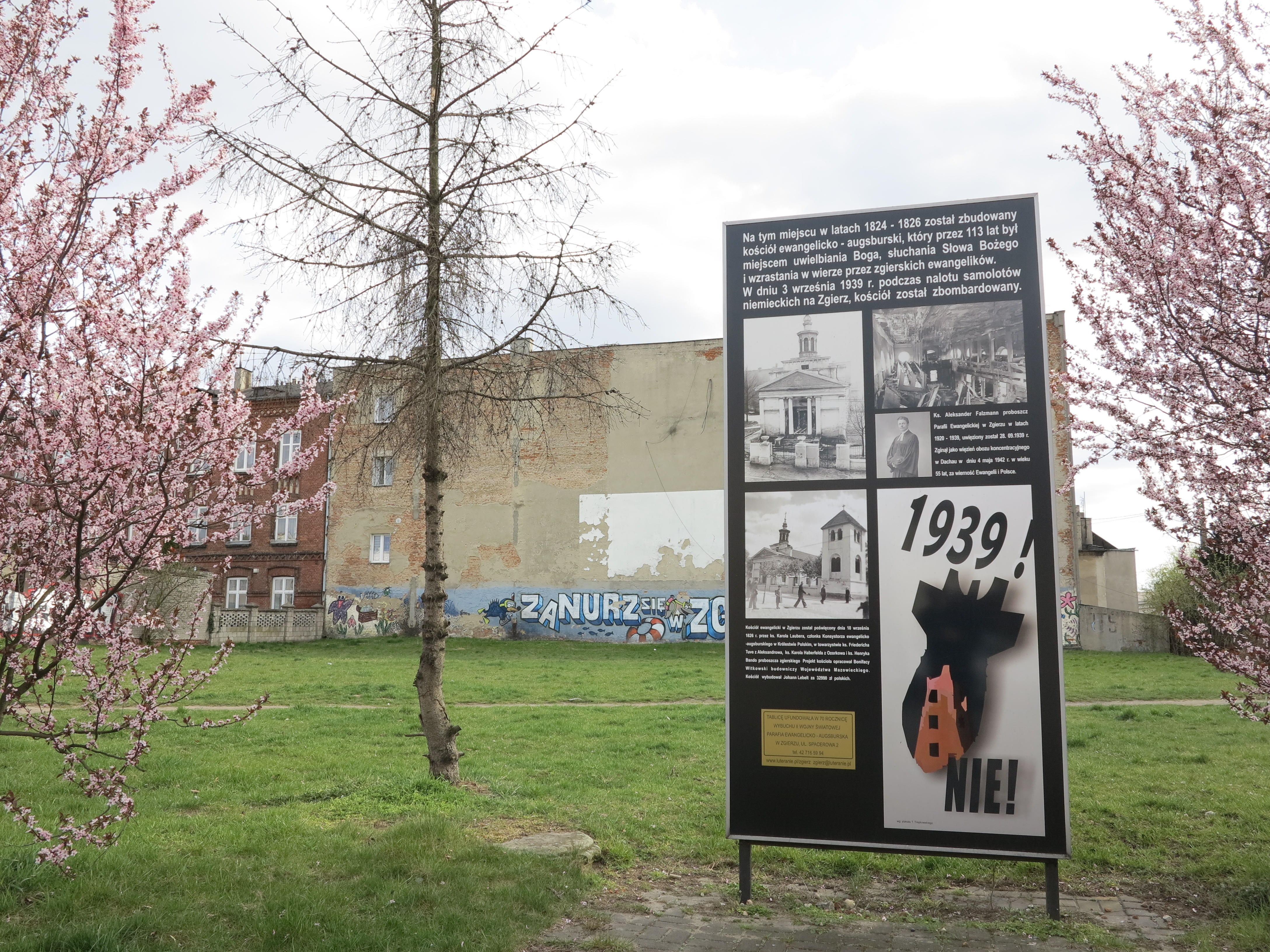
Erinnerungstafel an die 1939 zerstörte ev. Kirche, Foto April 2025

Im Gemeindesaal der nach dem Krieg erbauten ev. Kirche erinnern Gedenktafeln an Alexander Falzmann, an Gemeindeglieder, die nach dem Krieg die Gemeinde wiederaufbauten, u. a. die Witwe Falzmann und an die Pfarrer dieser Gemeinde. In dieser Gemeinde taten Dienst als Pfarrer u. a. Ernst Wilhelm Bursche, Eduard Kneifel, Karol Kotula und Woldemar Gastpary.

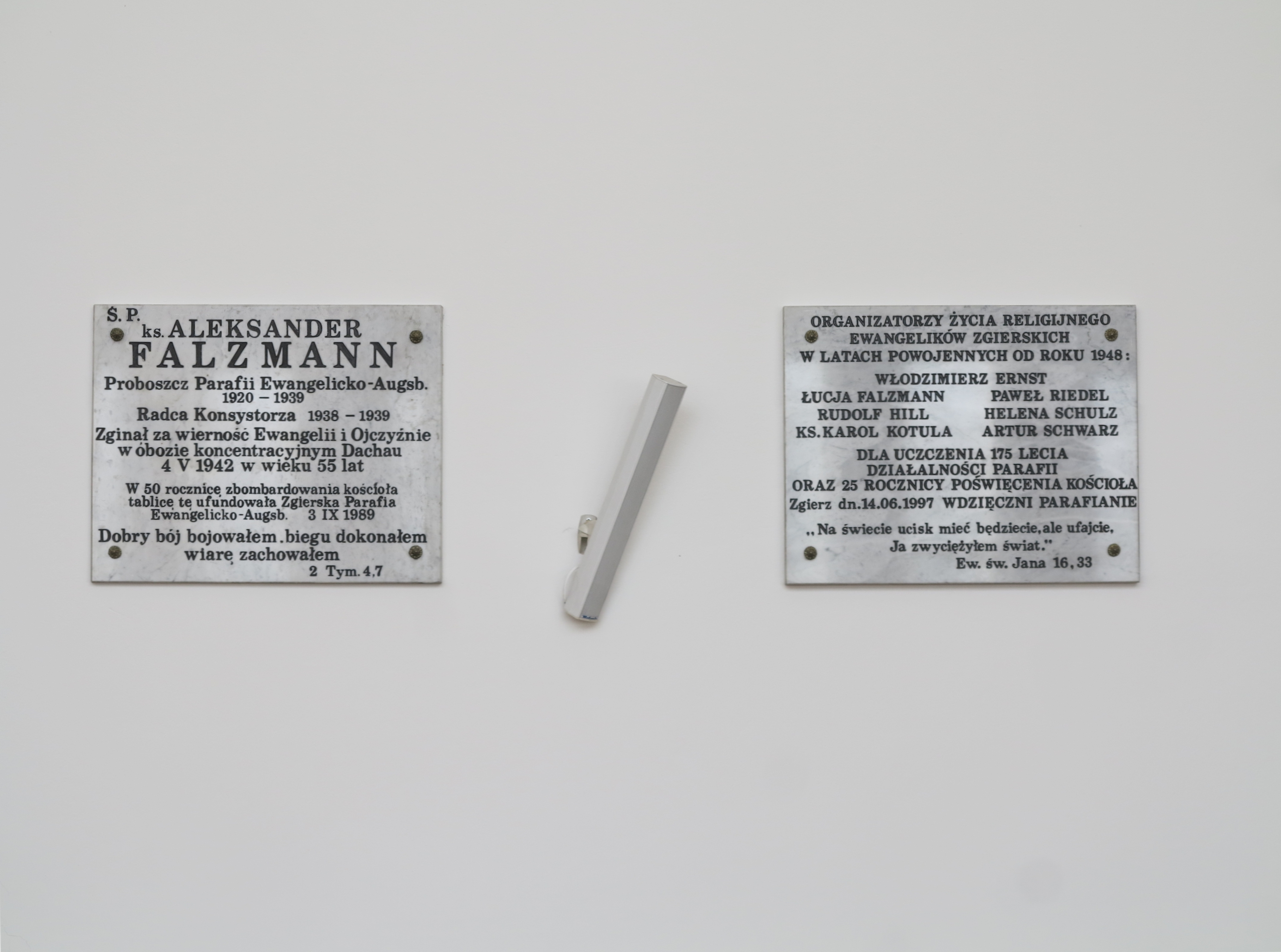
Gedenktafeln für Alexander Falzmann und Gemeindeglieder, die sich nach 1945 um den Wiederaufbau der Gemeinde verdient gemacht haben, Foto April 2025

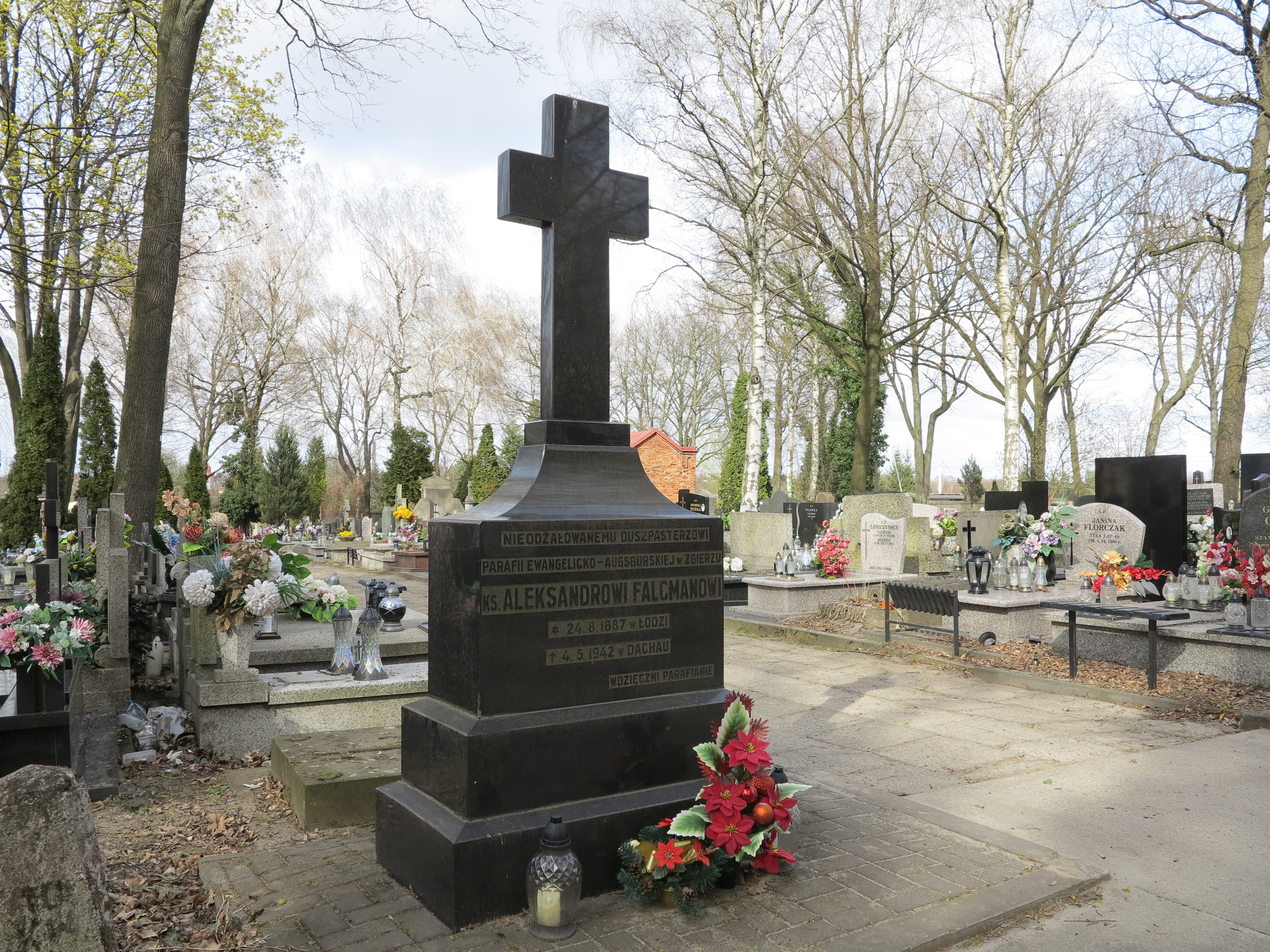
Grab von Alexander Falzmann, Foto April 2025

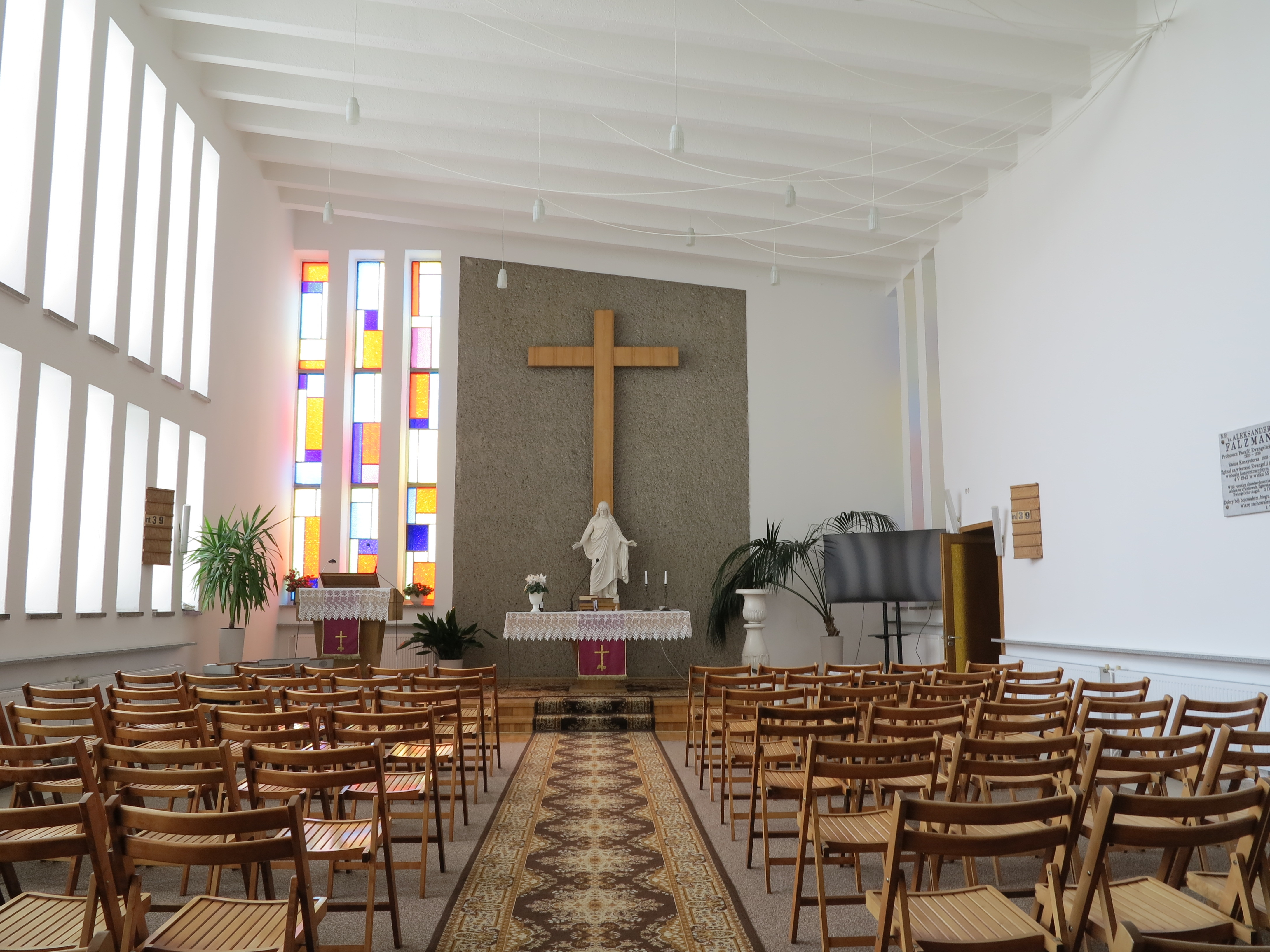
Gemeindesaal der ev. Gemeinde in Zgierz, Foto April 2025

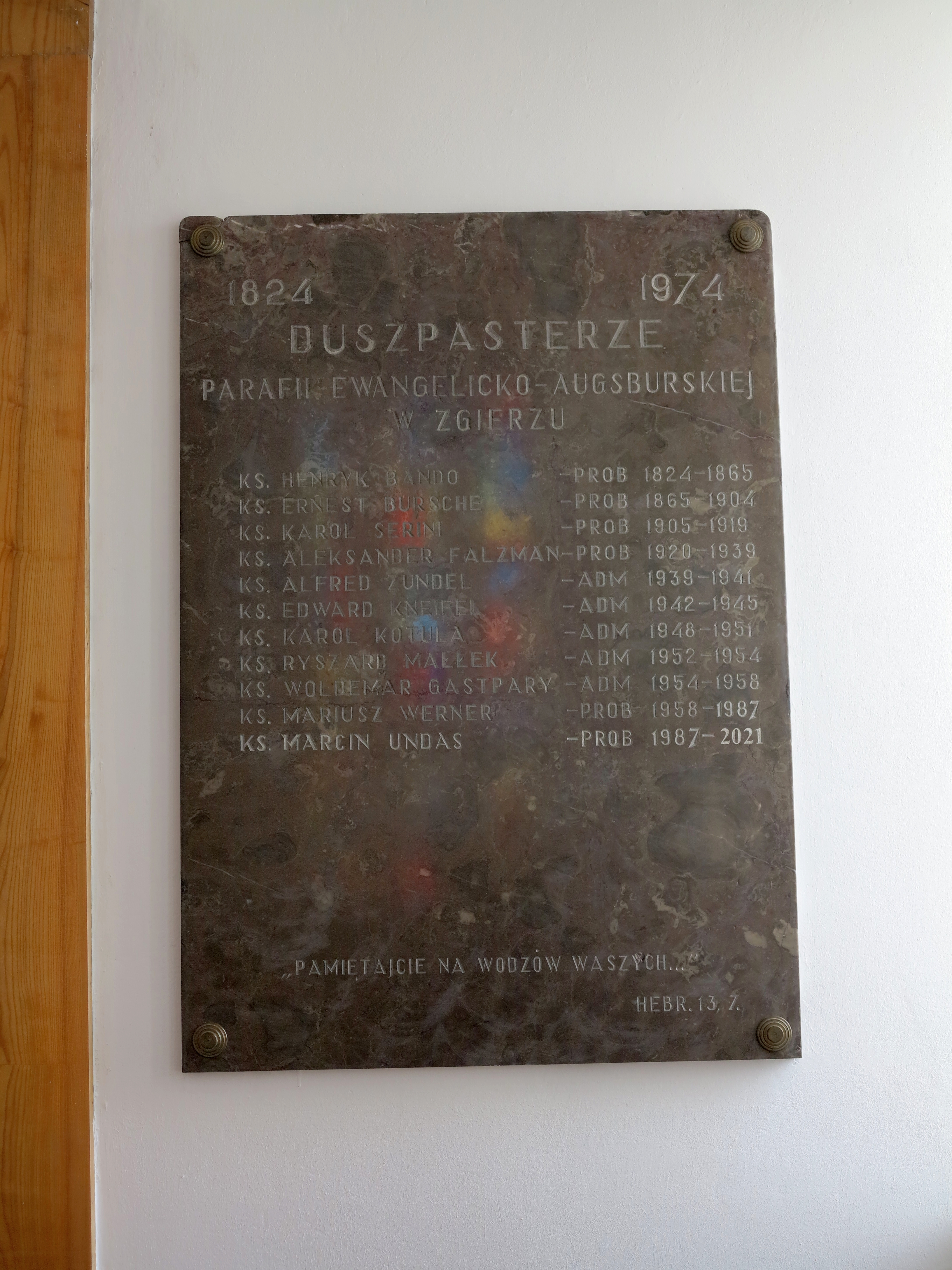
Pfarrer dieser Gemeinde, Foto April 2025

Im Sommer 2020 wurde in Łódź vor der Evangelisch-Augsburgischen Matthäuskirche eine vom Instytut Pamięci Narodowej erarbeitete Freiluftausstellung mit 10 Tafeln über Alexander Falzmann präsentiert. Diese Ausstellung wurde anschließend in Zgierz gezeigt. Die Initiative zu dieser Ausstellung kam vom Museum in Zgierz. In Polen liegt bei der Würdigung des Martyriums dieses evangelischen Geistlichen der Akzent ganz stark darauf, dass Falzmann sich bewußt und unter Inkaufnahme massiver persönlicher Nachteile für das Polentum entschieden hat, was der Direktor des Direktor des IPN Dariusz Rogut bei der Ausstellungseröffnung betonte. Der evangelische Pfarrer Arkadiusz Raszka nannte bei dieser Gelegenheit weitere Beispiele von evangelischen Pfarrern, die für ihr Eintreten für das Polentum gelitten haben. Neben Juliusz Bursche, der 2018 postum mit dem Orden des Weißen Adlers geehrt wurde, waren es noch Pfr. Karl Kulisz und Pfr. Gustav Manitius
Die postume Verleihung des höchsten polnischen Ordens an Bischof Bursche und die Würdigung Falzmanns durch eine große Openair-Ausstellung zum 81. Jahrestag des Beginns des 2. Weltkrieges zeigen, dass die jahrzehntelange Gleichsetzung von evangelisch und deutsch und Nazi mit ihren für die evangelischen Polen oft bitteren Konsequenzen nicht mehr existiert. Es ist auch Ausdruck eines Bemühens um Aufarbeitung der Geschichte ohne nationalistische oder ideologische Scheuklappen, was eine wichtige Voraussetzung für eine gute Nachbarschaft ist.